# Le idee di oggi per la musica di domani
Le idee di oggi per la musica di domani è il primo album degli Stormy Six, pubblicato nel 1969 dalle etichette First Records e Ariston Records.

## Tracce
Lato A
1. Fiori per sempre – 3:57 (Claudio Rocchi, Franco Fabbri)
2. Un'altra come te – 2:51 (Claudio Rocchi, Franco Fabbri)
3. La storia più bella del mondo – 3:07 (Claudio Rocchi, Franco Fabbri)
4. Una più felice di te – 4:12 (Claudio Rocchi, Franco Fabbri)
5. C'è qualcosa nella vita – 2:21 (Claudio Rocchi, Franco Fabbri)
6. Schallplattengesellschaftmbh – 5:43 (Franco Fabbri)

Lato B
1. Forse – 0:59 (Claudio Rocchi, Franco Fabbri)
2. Lui verrà – 3:20 (Franco Fabbri)
3. Le stagioni – 4:17 (Claudio Rocchi, Franco Fabbri)
4. Ramo – 6:17 (Claudio Rocchi, Franco Fabbri)
5. I tuoi occhi sono tristi – 3:03 (Claudio Rocchi, Franco Fabbri)
6. Monna Cristina – 3:21 (T. Verona, Franco Fabbri)
7. Sotto i portici di marmo – 4:44 (Claudio Rocchi, Franco Fabbri)

## Musicisti
- Franco Fabbri - chitarra elettrica, chitarra acustica, chitarra a dodici corde, chitarra a nove corde, flauto, armonica, sitar, mellotron, cembalo, voce
- Luca Piscicelli - chitarra elettrica, chitarra a nove corde, tamboura, cembalo, voce
- Claudio Rocchi - basso, chitarra acustica, clavicembalo, organo hammond, voce
- Fausto Martinelli - organo hammond, pianoforte, clavicembalo
- Antonio Zanuso - batteria, tabla, chitarra acustica, voce

Musicisti aggiunti
- Mariella Cartago Scattaglia - clavicembalo
- Aldo Amadi - violoncello
- Anna Jacobi - viola
- Maria Derseta - violino
- Aruna - strumenti indiani
- Stormy Six - arrangiamenti
- Pasquale Soggiu - tecnico[1]